# Clara Rugaard
Clara Rugaard (nacida el 5 de diciembre de 1997) es una actriz y cantante danesa.

## Carrera
Rugaard hizo su debut cinematográfico en la película danesa de 2013 Min søsters børn i Afrika (da). Antes de esto, era conocida por cantar el tema musical danés a Violetta para Disney Channel . Desde su debut como actriz, ha aparecido en las series de televisión The Lodge y Still Star-Crossed, y en múltiples películas, incluyendo Good Favor, Teen Spirit y I Am Mother . Rugaard protagonizará junto a Lewis Pullman, Danny Glover y Lyrica Okano la película Press Play de 2020, dirigida por Greg Björkman .
Ha recibido críticas favorables por su actuación en I Am Mother, con SyFy describiéndola como el "corazón, esperanza y humanidad" de la película y The New York Post describiéndola como "una posible nueva estrella de ciencia ficción".

## Filmografía

### Película
| Año  | Título                    | Papel    | Notas         |
| ---- | ------------------------- | -------- | ------------- |
| 2013 | Min søsters børn i Afrika | Julie    |               |
| 2016 | Vaiana                    | Vaiana   | Doblaje danés |
| 2017 | Buen favor                | Shosanna |               |
| 2018 | Espíritu adolescente      | Roxy     |               |
| 2019 | I Am Mother               | Hija     |               |
| 2021 | El amor en su lugar       | Stefcia  |               |
| 2022 | Press Play                | Laura    |               |

### Televisión
| Año  | Título                             | Papel            | Notas |
| ---- | ---------------------------------- | ---------------- | ----- |
| 2016 | El albergue                        | Ana              |       |
| 2017 | Todavía con las estrellas cruzadas | Julieta Capuleto |       |
| 2022 | The rising                         | Neve             |       |
| 2023 | Black Mirror: Mazey Day            | Mazey Day        |       |